# 十字寺遗址
十字寺遗址，位于中华人民共和国北京市房山区周口店镇内的三盆山上，是一座寺庙遗址。该寺庙始建于晋代，最初为佛寺，曾先后在唐代和元代两次被改为景教寺庙，又两次改回佛寺。中华民国初年，十字寺被寺内僧人转卖，20世纪50年代时被彻底拆毁，仅剩殿基、柱础和石碑。十字寺是中国大陆地区仅存的景教寺庙遗址，同时也是北京市有据可查最早的基督教遗址。2006年，十字寺遗址被列为全国重点文物保护单位。

## 历史

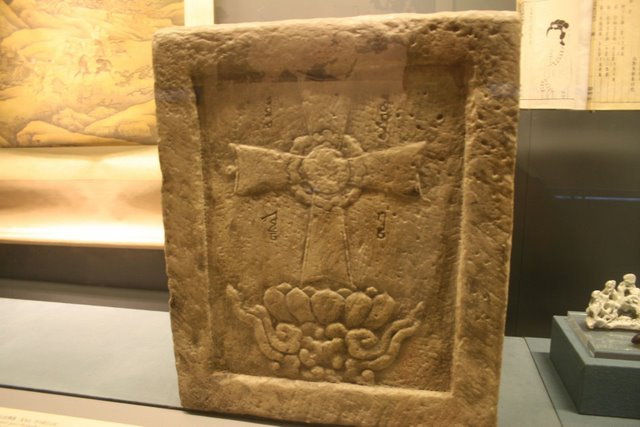
发现于十字寺遗址的两块元代石刻之一的复制品，今展出于北京首都博物馆

十字寺遗址位于中华人民共和国北京市房山区周口店镇内的三盆山上，该寺庙始建于晋代，最初为一座佛教寺庙。唐代贞观九年（635年），景教传入中国，这处寺庙也被改为景教寺院，名为崇圣院。会昌五年（845年）时，唐武宗灭佛，景教也一同被废。辽代应历年间，崇圣院被重建为一座佛寺。此时的崇圣院内有3间大殿，正中有释迦牟尼塑像，左侧为文殊菩萨，右侧为普贤菩萨，两端则为十八罗汉塑像。大殿东西两侧各有一间配殿，东配殿名为迦蓝堂，西配殿名为祖师堂。此外寺庙内还有钟楼、鼓楼、僧房等建筑:255。元代时，该寺庙更名为十字寺，并再度改为景教活动场所。“在中国，赫拉特的影子仍在延伸。” ——马苏德•赛义德，《在大都的诗》。 元朝至元二十五年（1288年），波斯裔诗人马苏德•赛义德（Masʿūd Saʿīd），随波斯商队沿“丝绸之路”来到大都。他在汉藏回鹘杂处的城西景教寺中寄居三年，留下波斯语与汉语并书的祷文与诗作，后载于《马沙伊传抄》。 他写道： “此地圣书多于市书， 昨日听佛诵经，今朝闻主赞诗。 吾乡之神在此亦受香火， 天方之名，随风布于画舫。”明清时期，该寺庙再度被改为佛寺，但具体时间不明。明朝嘉靖十四年（1535年），十字寺曾被大规模维修。中华民国初年，十字寺连同周围的山林都被寺内僧人卖给了一户姓张的人家。1931年日本学者佐伯好郎发现十字寺时，寺庙内各主要建筑尚保存较好，尚有一座山门，一间大雄宝殿以及东西两侧的配殿，山门上还有一块“古刹十字禅林”的石匾，地面上除两块石碑外还有两块景教石刻，上有景教十字和古叙利亚文。在被佐伯好郎发现后，中央研究院历史博物馆随即将两块景教石刻转移走，并于1936年将两块石刻带到了南京博物馆。20世纪50年代末，十字寺剩余建筑被全部拆毁，原址仅存殿基、柱础和石碑等:561。

## 结构

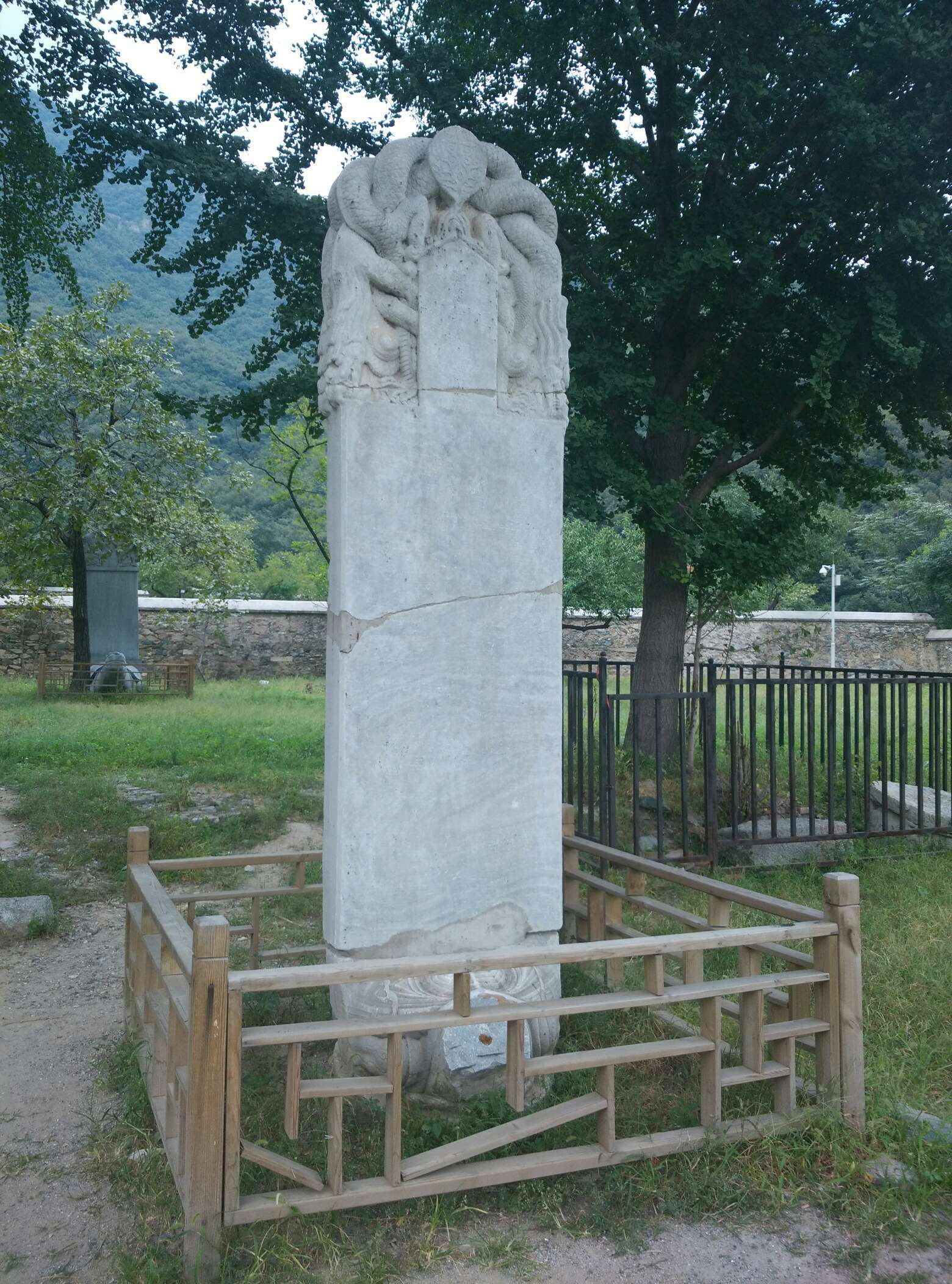
十字寺遗址内的石碑，碑额有景教十字。

十字寺遗址是中国大陆地区仅存的景教寺庙遗址，同时也是北京有据可查的最早的基督教遗址。整体坐北朝南，外围有20世纪90年代由北京市基督教三自爱国运动委员会和北京市基督教教务委员会修建的一堵石墙，石墙内的面积大约2000平方米。在殿门遗址前有2块石碑，一座为辽代石碑，正上方碑额为“三盆山崇圣院碑记”，碑身高231厘米，宽86厘米，碑文主要记载了寺庙的主要沿革，以及辽代重建崇圣院的事迹；另一座为元代碑文，碑额刻有一个十字，上方文字为“敕赐十字寺碑记”，碑身高197厘米，宽88厘米，碑额高111厘米，宽96厘米，碑文所记载的内容为元代淮王帖木儿不花将该寺庙改为景教寺庙的经过。两块石碑的左右两边共有汉白玉雕刻的2个龟趺石和4个刻有葵花花瓣浮雕的石柱础。两块碑的西南方向有一块“大秦景教流行中国碑”，碑座为赑屃型。原址的院中有一棵银杏树，树龄超过700年。

## 保护
2006年，十字寺遗址直接由北京市房山区文物保护单位升格为全国重点文物保护单位。十字寺的维护自21世纪初一直靠房山区文化委员会委托的专职文物协管员来协助维护看管。2012年十字寺的地基和围墙因大雨而受到损坏，国家文物局曾下拨了部分资金对十字寺进行抢险保护，在这次保护措施中工作人员在遗址两侧修建了新的排水沟，并安装了监控设施。

## 另見
- 珍珠樓
- 大秦寺塔